# Jugo
Jugo er en figur fra manga- og animeserien Naruto. Han arbejder sammen med Sasuke, Suigetsu og Karin. Han for tit tendens til at dræbe og så må Sasuke tage afære.
Jugo's tidligere bedste ven var Kimimaro som var den eneste som kunne styre ham når han fik lyst til at dræbe.